# Evan Spiegel

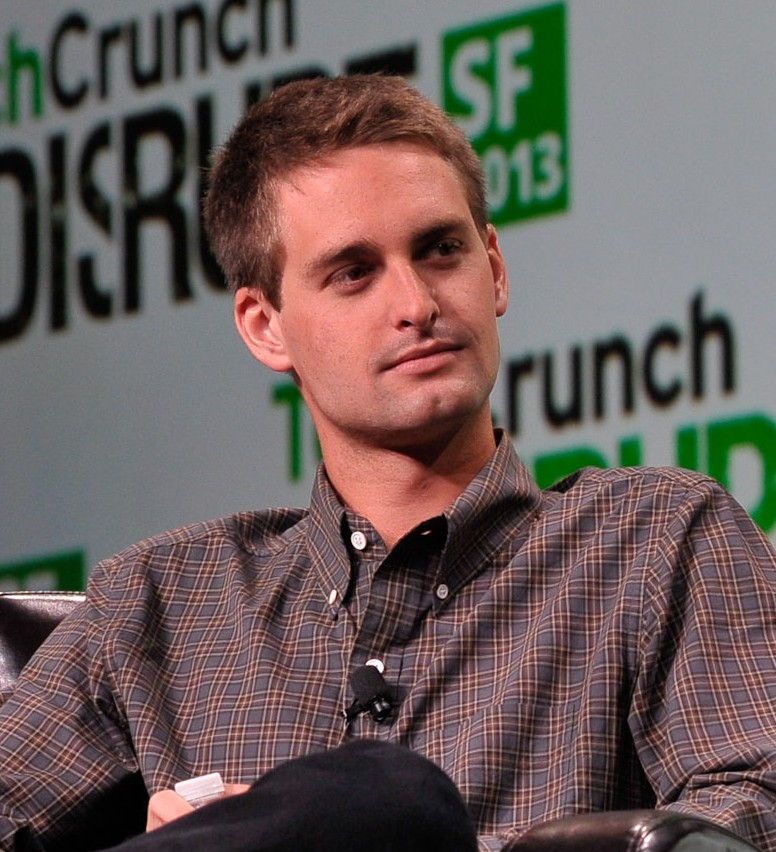
Evan Spiegel

Evan Thomas Spiegel (* 4. Juni 1990 in Los Angeles, Kalifornien) ist ein US-amerikanischer Internet-Unternehmer. Er ist Gründer und CEO von Snap, Hersteller der App Snapchat, einer proprietären Instant-Messaging-Anwendung für Smartphones und Tablets.

## Jugend und Ausbildung
Evan Spiegel wurde 1990 als Sohn der beiden Rechtsanwälte John W. Spiegel und Melissa Ann Thomas in Los Angeles geboren. Er wuchs in Pacific Palisades, einem Stadtteil von Los Angeles, auf und wurde nach den Grundsätzen der Episkopalkirche der Vereinigten Staaten von Amerika erzogen. Spiegel besuchte die Crossroads School in Santa Monica und anschließend die Stanford University.
Bereits während der High School besuchte er Design-Kurse am Art Center College of Design in Pasadena und im Sommer vor Stanford am Otis College of Art and Design; außerdem machte er ein unbezahltes Praktikum bei Red Bull.
Während des Studiums arbeitete er als bezahlter Praktikant in einem biomedizinischen Unternehmen, als Berufsausbilder in Kapstadt und bei Intuit am Projekt TxtWeb.

## Karriere
Zunächst gründete er zusammen mit Murphy, wie Spiegel Mitglied in der Kappa Sigma Fraternity (dt. Studentenverbindung), das Online-Portal FutureFreshman.com. Damit sollten Studenten sich komfortabel an US-Hochschulen bewerben können.
Die Anwendung Snapchat startete er ursprünglich als Kursprojekt während seines Produktdesign-Studiums in Stanford. Er erstellte die mobile App zusammen mit Reggie Brown und Bobby Murphy. Brown verklagte Spiegel und Murphy später mit der Begründung, die Idee stamme größtenteils von ihm. 2012 verließ Spiegel ohne Abschluss die Universität, um sich auf Snapchat zu konzentrieren. Im Zuge eines Vergleichs mussten sie Brown zugestehen, die ursprüngliche Idee von Snapchat gehabt zu haben.

## Privates
Im Mai 2014 veröffentlichte der Blog Valleywag private E-Mails von Spiegel an Mitglieder der Studentenverbindung Kappa Sigma, die großteils frauenfeindlich und homophob waren. Er entschuldigte sich später für seine Aussagen und seine Haltung gegenüber Frauen und erklärte:

“I'm obviously mortified and embarrassed that my idiotic emails during my fraternity days were made public. I have no excuse. I'm sorry I wrote them at the time and I was jerk(sic) to have written them. They in no way reflect who I am today or my views towards women.”

„Ich bin selbstverständlich gedemütigt, dass meine idiotischen E-Mails während meiner Zeit in der Studentenverbindung öffentlich gemacht wurden. Dafür habe ich keine Entschuldigung. Es tut mir leid, dass ich sie zu dieser Zeit geschrieben habe, und ich war dumm, sie zu verfassen. Sie geben in keiner Weise das wieder, was ich heute bin oder wie meine Ansichten Frauen gegenüber sind.“

Seit Ende Mai 2017 ist er mit dem australischen Model Miranda Kerr verheiratet.

## Vermögen
Die Wirtschaftszeitschrift Forbes schätzt das Vermögen von Spiegel im Jahr 2021 auf über 11 Milliarden US-Dollar. 2021 erwarb Spiegel die Megayacht Bliss, deren Preis auf ca. 200 Mio. Dollar geschätzt wurde.